# 城关镇 (利辛县)
城关镇，是中华人民共和国安徽省亳州市利辛县下辖的一个乡镇级行政单位。

## 行政区划
城关镇下辖以下地区：
新河社区、五一社区、向阳社区、振兴社区、前进社区、复兴社区、朱瓦房社区、新建社区、黄桥社区、和平社区、文州社区、西城社区、张寨社区、春店社区、城东村、佛镇村、城南村、邵渡口村、新河村、苏店村、东风村、富康村、董集村、吕桥村、刘竹园村、武寨村、武杨楼村、董老寨村、杨大楼村、闫集村、马桥村、刘寨村、蒋庄村和苏庄村。